# Amigas e rivais
Amigas e rivais (en español: Amigas y rivales) es una telenovela brasileña producida por SBT en asociación con Televisa en 2007; fue la séptima y última producción de SBT en asociación con dicha emisora mexicana. Es una adaptación de la telenovela mexicana Amigas y rivales, idea original de Emilio Larrosa adaptada por Leticia Dornelles; en total cuenta con 140 capítulos.
Está protagonizada por Cacau Melo, Lisandra Parred, Karla Tenorio y Thais Pacholeck, con la actuación antagónica de Talita Castro como la perversa Rosana. 

## Sinopsis
La trama de la novela se centra en la vida de cuatro jóvenes (Nicole, Laura, Olivia y Helena) de clases sociales diferentes y con sueños distintos por cumplir. La vida hará que los destinos de estas cuatro jóvenes se crucen y terminen siendo grandes amigas. Las ilusiones y sueños de estas jóvenes de alguna u otra manera serán afectados por la desquiciada Rosana, que es la madrastra cruel con careta de noble de Helena. Rosana está casada con el padre de Helena, Roberto, un hombre mucho mayor que ella. Rosana es tan frívola que es amante del hermano de Helena, Roberto "Beto" Jr. Rosana hará todo lo posible por robarle sus ilusiones a estas cuatro amigas y rivales. Pero la amistad de ellas demostrará ser más fuerte que cualquier otra cosa.

## Elenco
- Cacau Melo - Nicole Pereira
- Lisandra Cortez - Laura Lisboa / Laura Machado
- Karla Tenorio - Olivia Villar Barreto
- Thais Pacholeck - Helena Martins Delaor
- Talita Castro - Rosana Brito de Delaor / Carolina Machado
- Daniel A - Roberto "Beto" Jr. Delaor
- Jayme Periard - Roberto Delaor
- Joaquim Lopes - Ulises Barreto
- Ana Paula Grande - Andreia Gonçalves Lisboa Coimbra
- Flavia Pucci - Carlota Mendes
- Tania Casttello - Alma de Lisboa Gonçalves
- Thierry Figueira - Sugar Baby Rai
- Jandir Ferrari  - Mocho Angels / Rosewood / Manuel Coimbra
- Renata Ricchi - Monica Rossi
- Lu Grimaldi - Yolanda
- Mika Lins - Mara Coimbra

## Versiones
- Amigas e rivais es la adaptación brasileña de la telenovela mexicana Amigas y rivales, producida por Emilio Larrosa para Televisa en el año 2001, protagonizada por Angélica Vale, Adamari López, Michelle Vieth y Ludwika Paleta, con la actuación antagónica de Joana Benedek.

- Datos: Q9610608